# Бацање кладива
Бацање кладива (енгл. hammer throwing, фр. lancement du marteau, рус. метание молота) је једна од атлетских бацачких дисциплина.
Раније се сматрало да је ова атлетска дисциплина само за снажне људе, а данас да је за оне који желе да постану снажни. Бацање кладива развија цели комплекс психомоторичких особина (снагу, окретност и брзину), па изразито појачава осећај равнотеже.

## Историјски развој
Прва такмичења у овој дисциплини срећу се у Уједињеном Краљевству, где су забележени први постигнути резултати. Бацао се тешки ковачки чекић, који је због дуге дрвене дршке диктирао кретање са замасима претежно у хоризонталној равни. Касније је дрвена дршка замењена ланцем, а затим жицом. У почетку се бацало са линије, затим из круга пречника 2,5 м и најзад из круга пречника 2,135 м.
Из Велике Британије та дисциплина се пренела у суседне, а касније и у остале земље. Ипак бацање кладива због посебних услова под којима се изводи (посебно бацалиште, заштитна мрежа, опасност од кидања жице и сл.) није тако распрострањена дисциплина, као што су друга бацања.
Први резултат забележен је 10. маја 1828. у Великој Британији када је Енглез Адам Вилсон бацио кладиво 27,74 м. Први званични најбољи резултат на свету регистрован је 1883. године, а постигао га је Џон Груера (Велика Британија), са резултатом од 30,85 м.. Истакнутији такмичар почетком 20. века био је Џон Фланаган (САД) који је 13 пута поправљао најбољи резултат док се није 1909 учврстио на 56,19 .. Амерички бацачи су доминирали до 1928. године када је Ирац Патрик О'Калахан на Олимпијским играма у Антверпену постао олимпијски победник са тадашњим олимпијским рекордом 51,39 м.
У Југославији се бацање кладива појавило одмах после 1918. године. Први забележени рекорд поставио је Ђуро Гашпар 1920. године са резултатом 31,84 м.. Највећи успех постигао је Иван Губијан, освајањем сребрне медаље на Олимпијским играма у Лондону 1948. године. То је била прва олимпијска медаља у атлетици за југословенску атлетику уопште, а и дан данас једина медаља у дисциплини бацања кладива.
Бацање кладива у мушкој конкуренцији је на програму других Олимпијских игара у Паризу 1900 године и од тада је на програму Олимпијских игара. Американац Џон Фланаган је први атлетичар који је победио у бацању кладива на Олимпијским играма.
У женској конкуренцији бацање кладива почело се развијати много касније па је на Олимпијске игре, уведено тек у Сиднеју 2000. године.
На Светском и Европском првенству у атлетици на програму је од самог почетка Светском 1983. године у Хелсинкију, односно Европском 1934. у Торину.
У женској конкуренцији бацање кладива је ушло у програм на Светском првенству 1999. године у Севиљи, а на Европском првенству 1998. у Будимпешти.
Због специфичних услова за такмичење бацање кладива није на програмима атлетских такмичења која се одржавају у дворани.

## Правила такмичења
Кладиво се баца из круга пречника 2,135 м. Дозвољена је употреба рукавице за заштиту руке. Бацач може да започне бацање иако се кладиво у полазном положају лежи изван круга за бацање. Ако се у току извођења прекине жица, такмичар може поновити бацање. Бацање се признаје само онда, ако није прекинуто кретање због тога што је за време избацивања или окрета кладиво дотакло тло унутар круга или ван њега.
Цело кладиво које бацају мушкарци мора да буде тешко најмање 7,257 kg, дуго највише 122 цм. Пречник главе кладива треба да има најмање 10,2 цм, а највише 12,0 цм. Дебљина жице треба да има најмање 3 мм. Дужина дршке кладива је 105 мм, а њена ширина 110 мм. Пречник металног материјала од којег је дршка израђена треба да буде 55 мм. Ради заштите бацача, судија и публике круг за бацање кладива ограђен је заштитном мрежом пречника 7,60 м. и висине најмање 2,74 м. Мрежа је отворена у правцу бацања, а отвор износи 6 м. Сектор за одређивање простора у који треба да падне кладиво одређен је углом од 45°.
Кладиво за жене је тешко 4 kg.

## Светски рекорди
Први светски рекорд у бацању кладива ИААФ (International Association of Athletics Federations – Међународна атлетска федерација) је признала 1913. године. Тренутни рекорд код мушкараца је 86,74 метра а постигао га је Јуриј Седих из СССРа, данас Русије на Европском првенству у Штутгарту 30. августа 1986. Код жена рекорд држи Анита Влодарчик из Пољске резултатом 82,98 који је остварила у Варшави, 28. августа 2016.

## Листа најбољих резултата у бацању кладива — мушкарци
Ово је листа 10 атлетичара који су најдаље бацили кладиво, са стањем на дан 18. новембар 2024. године. (Напомена: неки атлетичари су више пута пребацила дужину од 84 м. Приказан је само најбољи резултат сваког атлетичара.)
| Ранг | Резултат | Име               | Датум рођења     | Држава рођења и садашња држава | Место                         | Датум              |
| ---- | -------- | ----------------- | ---------------- | ------------------------------ | ----------------------------- | ------------------ |
| 1.   | 86,74    | Јуриј Седих       | 11. јун 1955.    | Совјетски Савез · Русија       | Штутгарт, Немачка             | 30. август 1986.   |
| 2    | 86,73    | Иван Тихон        | 4. јуни 1976.    | Совјетски Савез · Белорусија   | Брест, Француска              | 3. јул 2005.       |
| 3.   | 86,04    | Сергеј Литвинов   | 23. јануар 1958. | Совјетски Савез · Русија       | Дрезден, Источна Немачка      | 30. август 1986.   |
| 4.   | 84,90    | Вадим Девјатовски | 20. март 1977.   | Совјетски Савез · Белорусија   | Минск, Белорусија             | 27. јул 1996.      |
| 5.   | 84,86    | Коџи Мурофуши     | 8. октобар 1974. | Јапан                          | Праг, Чешка Република         | 29. јун 2003.      |
| 6.   | 84,62    | Игор Астапкович   | 4. јануар 1963.  | Совјетски Савез · Белорусија   | Севиља, Шпанија               | 6. јун 1992.       |
| 7.   | 84,48    | Игор Никулин      | 14. август 1960. | Совјетски Савез · Русија       | Лозана, Швајцарска            | 12. јул 1990.      |
| 8.   | 84,40    | Јиржи Там         | 5. фебруар 1957. | Совјетски Савез · Естонија     | Банска Бистрица, Чехословачка | 9. септембар 1984. |
| 9.   | 84,38    | Итан Кацберг      | 5. април 2002.   | Канада                         | Најроби, Кенија               | 20. април 2024.    |
| 10.  | 84,19    | Адријан Ануш      | 28. јун 1973.    | Мађарска                       | Сомбатхељ, Мађарска           | 10. август 2002.   |

## Листа најбољих резултата у бацању кладива — жене
Ово је листа 10 атлетичарки које су најдаље бациле кладиво, са стањем на дан 18 новембар 2024. године. (Напомена: неке атлетичарке су више пута пребацила дужину од 77,33 м. Приказан је само најбољи резултат сваке атлетичарке.)
| Ранг | Резултат | Име             | Датум рођења       | Држава рођења и садашња држава | Место               | Датум               |
| ---- | -------- | --------------- | ------------------ | ------------------------------ | ------------------- | ------------------- |
| 1.   | 82,98    | Анита Влодарчик | 8. август 1985.    | Пољска                         | Варшава, Пољска     | 28. август 2016.    |
| 2.   | 80,31    | Диана Прајс     | 8. јун 1993.       | Сједињене Државе               | Јуџин, САД          | 26. јун 2021.       |
| 3.   | 80,17    | Брук Андерсон   | 23. август 1995.   | Сједињене Државе               | Тусон, САД          | 20. мај 2023.       |
| 4.   | 79,42    | Бети Хајдлер    | 14. октобар 1983   | Немачка                        | Хале, Немачка       | 21. мај 2011.       |
| 5.   | 78,62    | Камрин Роџерес  | 7. јун 1999.       | Канада                         | Лос Анђелес, САД    | 26. мај 2023.       |
| 6.   | 78,51    | Татјана Лисенко | 9. октобар 1983.   | Совјетски Савез · Русија       | Чебоксари, Русија   | 5. јул 2012.        |
| 7.   | 78,00    | Џани Касановоид | 19. јануар 1995.   | Сједињене Државе               | Тусон, САД          | 21. мај 2022.       |
| 8.   | 77,78    | Гвен Бери       | 29. јун 1989.      | Сједињене Државе               | Хожов, Пољска       | 8. јун 2018.        |
| 9.   | 77,68    | Женг Ванг       | 14. децембар 1987. | Кина                           | Ченгду, Кина        | 29. март 2014.      |
| 10.  | 77,33    | Венсју Жанг     | 28. март 1986.     | Кина                           | Инчон, Јужна Кореја | 28. септембар 2014. |

## Рекорди мушки
(стање 18. новембар 2024)
|     | Резултат | Име                          | Датум рођења     | Држава                          | Место                 | Датум               |
| --- | -------- | ---------------------------- | ---------------- | ------------------------------- | --------------------- | ------------------- |
| СР  | 86,74    | Јуриј Седих                  | 11. јун 1955.    | Совјетски Савез · Русија        | Штутгарт, Немачка     | 30. август 1986.    |
| ОР  | 84,80    | Сергеј Литвинов              | 23. јануар 1958. | Совјетски Савез · Русија        | Сеул Јужна Кореја     | 26. септембар 1988. |
| ЕР  | 86,74    | Јуриј Седих                  | 11. јун 1955.    | Совјетски Савез · Русија        | Штутгарт, Немачка     | 30. август 1986.    |
| САР | 82,71    | Итан Кацберг                 | 5. април 2002.   | Канада                          | Најроби, Кенија       | 20. април 2024.     |
| ЈАР | 78,63    | Вагнер Хозе Алберто Домингос | 26. март 1983.   | Аргентина                       | Цеље, Словенија       | 19. јун 2016.       |
| АФР | 81,27    | Мостафа Елгамел              | 1. октобар 1988. | Египат                          | Каиро, Египат         | 21. март 2014.      |
| АЗР | 84,86    | Коџи Мурофуши                | 8. октобар 1974. | Јапан                           | Праг, Чешка Република | 29. јун 2003.       |
| ОКР | 79,29    | Стјуарт Рандел               | 30. јун 1972.    | Аустралија                      | Вараждин, Хрватска    | 6. јул 2002.        |
| РС  | 67,93    | Јован Странић                | 26. јун 2004.    | Србија · АК Војводина, Нови Сад | Птуј, Словенија       | 23. мај 2023.       |

## Рекорди жене
(стање 18. новембар 2024)
|     | Резултат | Име                   | Датум рођења       | Држава                   | Место               | Датум            |
| --- | -------- | --------------------- | ------------------ | ------------------------ | ------------------- | ---------------- |
| СР  | 82,98    | Анита Влодарчик       | 8. август 1985.    | Пољска                   | Варшава, Пољска     | 28. август 2016. |
| ОР  | 82,29    | Анита Влодарчик       | 8. август 1985.    | Пољска                   | Рио, Бразил         | 15. август 2016. |
| ЕР  | 82,98    | Анита Влодарчик       | 8. август 1985.    | Пољска                   | Варшава, Пољска     | 28. август 2016. |
| САР | 80,31    | Диана Прајс           | 8. јун 1993.       | Сједињене Државе         | Јуџин, САД          | 26. јун 2021.    |
| ЈАР | 73,74    | Џенифер Далгрен       | 21. април 1984.    | Аргентина                | Буенос Ајрес Бразил | 10. април 2010.  |
| АФР | 75,49    | Анете Нека Ечикунвоке | 29. јул 1996.      | Нигерија                 | Тусон, САД          | 22. мај 2021.    |
| АЗР | 77,68    | Женг Ванг             | 14. децембар 1987. | Кина                     | Ченгду, Кина        | 29. март 2014.   |
| ОКР | 74,61    | Лорен Брус            | 23. март 1997.     | Нови Зеланд              | Тусон, САД          | 20. мај 2021.    |
| РС  | 66,41    | Сара Саватовић        | 5. октобар 1993.   | Србија · АК Нови Београд | Ејмс, САД           | 15. мај 2015.    |

Легенда:
- СР: светски рекорд
- ОР: олимпијски рекорд
- ЕР: европски рекорд
- САР: рекорд Северне Америке
- ЈАР: рекорд Јужне Америке
- АФР: рекорд Африке
- АЗР: рекорд Азије
- ОКР: рекорд Океаније
- РС: рекорд Србије

## Освајачи медаља у бацању кладива на највећим такмичењима

### Олимпијске игре
- Жене
- Мушкарци

### Светска првенства
- Жене
- Мушкарци

### Евопска првенства
- Жене
- Мушкарци

## Развој светског рекорда у бацању кладива
- Жене
- Мушкарци